# Ferenc Seres
Ferenc Seres, född den 3 november 1945 i Ungern, är en ungersk brottare som tog OS-brons i lätt flugviktsbrottning i den grekisk-romerska klassen 1980 i Moskva.